# Houtteville
Houtteville é uma ex-comuna francesa na região administrativa da Normandia, no departamento Mancha. Estendeu-se por uma área de 4,59 km². Em 2010 a comuna tinha 93 habitantes (densidade: 20,3 hab./km²).
Em 1 de janeiro de 2016 foi fundida na comuna de Picauville.